# Three Stars (chanson)
Three Stars est une chanson écrite par Tommy Dee en 1959 en hommage à Buddy Holly, Ritchie Valens, et J.P. Richardson (alias « The Big Bopper »), morts la même année dans un accident d'avion. La chanson est enregistrée par Tommy Dee et Carol Kay et diffusée le 5 avril 1959 par Crest Records. Cependant, la chanson est déjà diffusée à la radio depuis le 30 mars 1959. Il s'en vend environ un million d'exemplaires, et la chanson reçoit un disque d'or.
Les paroles suggèrent que les trois stars (« étoiles ou plutôt vedettes » en anglais) désignent les trois musiciens morts dans l'accident.

## Interprétation d'Eddie Cochran
Eddie Cochran enregistre également une version de cette chanson, mais un an après il meurt dans un accident de voiture en se rendant à l'aéroport. Enregistrée en 1959, l’interprétation de Cochran n'est diffusée qu'en 1966 au Royaume-Uni, puis aux États-Unis dans l'album Legendary Masters Series. On entend clairement dans cet enregistrement Cochran qui pleure, plus particulièrement dans le second couplet.

## Autres versions
Three Stars a été aussi reprise par :
- Ruby Wright (en) (1959)
- Showaddywaddy (en)(1975)
- Palma Violets (2013)